# Амин Хамид аль-Хувейди
Амин Хамид аль-Хувейди (22 сентября 1921, Кувейсина, Минуфия Султанат Египет — 31 октября 2009, Каир, Арабская Республика Египет) — египетский политический, дипломатический и военный деятель, военный министр Египта (1967—1968). Начальник Службы общей разведки Египта (1967—1970), прозаик.

## Биография
В 1940 году окончил Военную академию.
С 1951 года — магистр в области военных наук. Продолжил обучение в Командно-штабном колледже армии США в Форт Ливенворт (Канзас).
После окончания учёбы аль-Хувейди работал преподавателем в Военной академии. Позже стал профессором Военно-штабного колледжа. Возглавлял отдел планирования военных операций командования Вооруженных Сил Египта. Планировал оборону Порт-Саида и Каира во время Суэцкого кризиса 1956 года. Был заместителем начальника разведывательной службы.
Член Движения свободных офицеров Египта.
Был политическим советником президента Гамаля Абделя Насера.
При Гамале Абделе Насере занимал ряд дипломатических и государственных должностей. Посол Египта в Марокко (1962—1963) и Ираке (1963—1965), министр национального управления (1965—1966) и государственный министр по делам кабинета министр (1966—1967).
Гамаль Абдель Насер поручил ему проанализировать итоги и причины поражения
в Шестидневной войне с Израилем, в результате чего были арестованы Салах Наср и Абдель Хаким Амер, а также реорганизовать деморализованные вооруженные силы страны.
В 1967—1968 годах занимал пост военного министра Египта.
Начальник Службы общей разведки Египта (1967—1970). Панарабист и националист.
Под его руководством Служба общей разведки Египта выявила 53 агента Моссада.
Близкий соратник Насера, выступал против политики Анвар Садата в 1971 году был арестован вместе с другими 91 офицерами, обвиняемыми в государственной измене, предстал перед Революционным трибуналом и был приговорен к домашнему аресту сроком на 10 лет.
Автор более 50 книг на арабском и английском языках, сотни политических комментариев, появившихся в прессе и специализированных журналах.

## Избранные произведения
- How Zionist Leaders Think,
- Lost Opportunities,
- 50 Years of Storms
- Telling What I saw
- The 1967 War: The Secrets and Mysteries